# Rifle Brigade
La Rifle Brigade (Prince Consort's Own) fu un reggimento di fucilieri di fanteria dell'Esercito Britannico.
Costituito inizialmente nel 1800 come Experimental Corps of Riflemen ("corpo sperimentale di fucilieri") per fornire all'esercito britannico un reparto di volteggiatori e cacciatori in grado di condurre il combattimento secondo le nuove tattiche adottate dagli eserciti rivoluzionari francesi, venne quasi subito ridenominato The Rifle Corps. Nel gennaio 1803 divenne un reggimento regolare con la denominazione di 95th Regiment of Foot (Rifles), "95º reggimento a piedi (fucilieri)". nel 1816 dopo la sconfitta definitiva di Napoleone Bonaparte assunse il nome definitivo di Rifle Brigade.
Dopo aver dimostrato la sua efficienza durante le guerre napoleoniche, la Rifle Brigade si distinse ancora durante la guerra di Crimea e la seconda guerra boera, prima di partecipare alle due guerre mondiali.
Questo reggimento si distingueva in origine per l'utilizzo delle uniformi verdi al posto della classica uniforme colore rosso adottata dall'esercito britannico. Le tradizioni della Rifle Brigade sono conservate attualmente dal 4º battaglione del nuovo reggimento The Rifles dell'esercito britannico.